# Huttendorf
Huttendorf település Franciaországban, Bas-Rhin megyében. Lakosainak száma 491 fő (2022. január 1.). Huttendorf Alteckendorf, Dauendorf, Grassendorf, Minversheim, Morschwiller, Ohlungen, Uhlwiller és Wittersheim községekkel határos.

## Népesség
A település népességének változása:
| Lakosok száma | 492  | 506  | 514  | 505  | 501  | 497  | 499  | 494  | 491  |
|               | 2013 | 2015 | 2016 | 2017 | 2018 | 2019 | 2020 | 2021 | 2022 |